# Ooldea
Koordinaten: 30° 27′ S, 131° 50′ O
Ooldea ist eine winzige Siedlung im australischen Bundesstaat South Australia. Sie liegt an der transaustralischen Eisenbahn am östlichen Ende der Nullarbor-Wüste, etwa 863 Kilometer von Port Augusta entfernt. Der Ort liegt 143 km nördlich des parallel zur Eisenbahn verlaufenden Eyre Highway.
Gegründet wurde Ooldea als Missionsstation. Während des Baus und des Betriebs der transaustralischen Eisenbahn war der Ort eine wichtige Versorgungsstation, später auch für das Atomwaffentestgelände Maralinga.
Heute wird der Ort noch gelegentlich zum Auffüllen der Wasservorräte durch den Indian Pacific genutzt, ist ansonsten aber unbewohnt.
Die Mission war viele Jahre lang die Heimstätte von Daisy Bates, die sich für das Verständnis und den Schutz der Kultur der Aborigines einsetzte.